# Dictya hudsonica
Dictya hudsonica är en tvåvingeart som beskrevs av Steyskal 1954. Dictya hudsonica ingår i släktet Dictya och familjen kärrflugor. Inga underarter finns listade i Catalogue of Life.